# 박수범 (프로게이머)
박수범 (1990년 12월 10일 ~ )은 대한민국의 전직 스타크래프트 프로게이머로, 제8프로게임단 소속의 프로토스 유저였다. By.Han이란 아이디로 데뷔하였고 'Tyson',라는 아이디를 썼다.
2007년 상반기 드래프트에서 MBC게임 히어로의 2차 지명으로 입단하였으며, 2008년 7월에 인크루트 스타리그 예선을 통해 데뷔 (방송 경기 기준)하였다. 당시 박수범은 디펜딩 챔피언인 이제동을 2:1으로 꺾고 36강 진출에 성공하지만 36강에서 안기효에게 져서 탈락한다.
그러나 인크루트 스타리그 예선전에서 이제동을 꺾은 사실을 빅파일 MSL 조지명식에서 김철민 캐스터가 언급하자 이제동이 바로 자신의 조로 끌어들이면서 32강에서 떨어지게 된다.
2011년 10월 MBC게임 히어로의 해체로 같은 팀 프로토스 김재훈과 함께 11월 4일 제8프로게임단 선수로 지명되었다.
MBC게임 히어로에서의 활약과는 달리 제8게임단에서는 큰 성과를 거두지못하며 2012년 말에 은퇴한다. 은퇴후 아프리카에서 BJ로 활동중이다.
2016년 1월 4일 기준으로 방송국에 공지사항을 쓰며 "갈때도 예술로 간다." 라는것을 진두지휘하며 보여주었다.
2016년 2월 20일 "현재" 컴백하여 다시 아프리카 BJ로 활발한 활동중이다. 여전한 입담은 덤으로 해서 꾸준히 시청자가 늘고 있다.

## 아이템베이 8차 소닉 스타리그
아이템베이 8차 소닉 스타리그에 출전하여 32강을 2-1로 쉽게통과, 16강 B조에서 패자조로 떨어지나 패자전에서 박지호를 2:0, 최종전에서 버거운 상대로 여겨졌던 김윤중을 2:0으로 꺾고 8강에 진출, 구성훈과 맞붙는다. 4세트에서 소닉 스타리그의 역대 최고의 명경기로 꼽히는 경기를 보여줬다.

## 소닉 시범 프로리그
<2013년 12월 24일> 1:2로 뒤지던 MBC를 4:2까지 3킬을 기록한 후 패배하지만 팀에게 3승을 안겨준다.
<2014년 1월 3일>소닉 시범 프로리그 플레이오프에서 삼성과 4:4까지 간 상황. 사실상 MBC팀의 에이스라 할 수 있는 염보성이 사랑E리그 출전으로 인해 대장격으로 출전 불가능하게 된 상황에서 MBC 팀의 마지막 남은 카드는 박수범 뿐이었다. 상대 선수인 임진묵(테란)의 마인으로 인해 앞마당 프로브 11마리가 폭사하는 상황에까지 이르렀으나 상황을 낙관한 임진묵의 섯부른 판단으로 인해 진출했던 탱크가 박수범의 드라군 컨트롤로 인해 모조리 잡혔다. 그래도 테란은 트리플이고 프로토스는 본진과 앞마당 뿐인 상황에서 기가막힌 운영과 약간의 운 (1. 하이템플러 스톰 업그레이드를 안눌러 테란 병력과의 정면승부를 피했다. 정면승부했으면 100% 졌을 상황) (2. 우연히 타 스타팅 앞마당에 멀티하려는데 지나가던 드랍쉽이 발각되어 잡혔고 스타팅에 커맨드 센터 짓고 있는 것이 발각되어 완성되길 기다렸다가 완성 직후 드라군에 터짐)이 작용하여 승리함으로써 MBC를 결승으로 이끌었다.

## 경력
- 2007년 2월 엘리트 학생복 스쿨리그 3차시즌 준우승
- 2007년 3월 엘리트 학생복 스쿨리그 왕중왕전 준우승
- 2008년 8월 인크루트 스타리그 2008 36강
- 2010년 7월 빅파일 MSL 2010 32강
- 2010년 10월 박카스 스타리그 2010 36강
- 2011년 4월 ABC마트 MSL 2011 32강
- 2013년 5월 아이템베이 8차 소닉 스타리그 8강
- 2013년 7월 맨붕킹배 BJ스타리그 우승
- 2014년 2월 픽스 9차 소닉 스타리그 16강
- 2015년 1월 스베누 10차 소닉 스타리그 32강
- 2015년 5월 스베누 스타리그 시즌 2 듀얼 토너먼트 24강